# Calolydella rufiventris
Calolydella rufiventris là một loài ruồi trong họ Tachinidae.